# Michał Kalecki

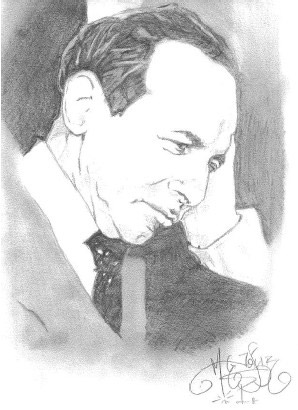
Michał Kalecki

Michał Kalecki (Łódź, 22 juni 1899 – Warschau, 18 april 1970) was een Pools econoom die zich vooral bezighield met macro-economische analyses. Hiervoor putte hij zowel uit het marxisme als uit het keynesianisme. Hij wordt thans gerekend tot de postkeynesiaanse school.
Kalecki was werkzaam aan de London School of Economics, de Universiteit van Cambridge, de Universiteit van Oxford en de Szkoła Główna Handlowa w Warszawie. Tevens was hij economisch adviseur van de regeringen van Cuba, Israël, Mexico en India.

## Publicaties

### In het Pools
- Próba teorii koniunktury, 1933
- Szacunek dochodu społecznego w roku 1929, 1934 (met Ludwik Maurycy Landau)
- Dochód społeczny w roku 1933 i podstawy badań periodycznych nad zmianami dochodu, 1935 (met Ludwik Maurycy Landau)
- Teoría cyklu koniunkturalnego, 1935
- Płace nominalne i realne, 1939
- Teoría dynamiki gospodarczej, 1958
- Zagadnienia finansowania rozwoju ekonomicznego, in: Ignacego Sachsa en Jerzego Zdanowicza (reds.), Problemy wzrostu ekonomicznych krajów słabo rozwiniętych pod redakcją, 1959
- Uogólnienie wzoru efektywności inwestycji, 1959 (met Mieczysław Rakowski)
- Polityczne aspekty pełnego zatrudnienia, 1961
- O podstawowych zasadach planowania wieloletniego, 1963
- Zarys teorii wzrostu gospodarki socjalistycznej, 1963
- Model ekonomiczny a materialistyczne pojmowanie dziejów, 1964
- Dzieła (2 delen), 1979–1980

### In het Engels
- "Mr Keynes's Predictions", Przegląd Socjalistyczny, 1932
- "An Essay on the Theory of the Business Cycle", Próba teorii koniunktury, 1933
- "On foreign trade and domestic exports", Ekonomista, 1933
- "A Macrodynamic Theory of Business Cycles", Econometrica, 1935
- "The Mechanism of Business Upswing", Polska Gospodarcza, 1935
- "Business upswing and the balance of payments", Polska Gospodarcza, 1935
- "Some Remarks on Keynes's Theory", Ekonomista, 1936
- "A Theory of the Business Cycle", Review of Economic Studies, 1937
- "A Theory of Commodity, Income and Capital Taxation", Economic Journal, 1937
- "The Principle of Increasing Risk", Económica, 1937
- "The Determinants of Distribution of the National Income", Econometrica, 1938
- Essays in the Theory of Economic Fluctuations, 1939
- "A Theory of Profits", Economic Journal, 1942
- Studies in Economic Dynamics, 1943
- "Political Aspects of Full Employment", Political Quarterly, 1943
- Economic Implications of the Beveridge Plan, 1943
- "Professor Pigou on the Classical Stationary State", Economic Journal, 1944
- "Three Ways to Full Employment", Economics of Full Employment, 1944
- "On the Gibrat Distribution", Econometrica, 1945
- "A Note on Long Run Unemployment", Review of Economic Studies, 1950
- Theory of Economic Dynamics. An essay on cyclical and long-run changes in capitalist economy, 1954 en 1965
- "Observations on the Theory of Growth", Economic Journal, 1962
- Studies in the Theory of Business Cycles, 1933–1939, 1966
- "The Problem of Effective Demand with Tugan-Baranovski and Rosa Luxemburg", Ekonomista, 1967
- "The Marxian Equations of Reproduction and Modern Economics", Social Science Information, 1968
- "Trend and the Business Cycle", Economic Journal, 1968
- "Class Struggle and the Distribution of National Income", Kyklos, 1971
- Selected Essays on the Dynamics of the Capitalist Economy, 1933–1970, 1971
- Selected Essays on the Economic Growth of the Socialist and the Mixed Economy, 1972
- The Last Phase in the Transformation of Capitalism, 1972
- Essays on Developing Economies, 1976
- Collected Works of Michał Kalecki (7 delen), Oxford University Press, 1990–1997

### In het Spaans
- Teoría de la dinámica económica. Ensayo sobre los movimientos cíclicos y a largo plazo de la economía capitalista, Fondo de Cultura Económica, 1956
- El Desarrollo de la Economía Socialista, Fondo de Cultura Económica, 1968
- Estudios sobre la Teoría de los Ciclos Económicos, Ariel, 1970
- Economía socialista y mixta. Selección de ensayos sobre crecimiento económico, Fondo de Cultura Económica, 1976
- Ensayos escogidos sobre dinámica de la economía capitalista 1933–1970, Fondo de Cultura Económica, 1977
- Ensayos sobre las economías en vías de desarrollo, Crítica, 1980

### In het Frans
- "Essai d'une theorie du mouvement cyclique des affaires", Revue d'economie politique, 1935